# Fransumer Voorwerk
Fransumer Voorwerk is een gehucht in de gemeente Westerkwartier in de Nederlandse provincie Groningen. Het ligt ten zuidoosten van de wierde Fransum.
Het gehucht bestaat uit een wierde met daarop de boerderijen Bellevue en de Jong, die op de plaats liggen waar het klooster van Aduard in de middeleeuwen een voorwerk heeft gehad. Iets naar het zuiden ligt Aduarder Voorwerk, ook gesticht als een uithof van het klooster.
De wierde ligt op een oude kwelderrug en heeft een omtrek van ongeveer 225 meter en een hoogte van ongeveer 2,78 meter boven NAP. De wierde is afgegraven aan noordoost- en zuidoostzijde. In de wierde zijn sporen van bewoning uit de Romeinse tijd gevonden. Sporen uit de middeleeuwen ontbreken, wat erop wijst dat de wierde mogelijk een tijdlang verlaten is geweest.